# Heerlijkheid Mechelen
De heerlijkheid Mechelen (Frans: Seigneurie de Malines) was tot 1795 een kleine zelfstandige heerlijkheid, bestaande uit de stad Mechelen en enkele omliggende gemeenten.

## Geschiedenis

### Luik versus Berthout
In de 11e en 12e eeuw verwierven de prins-bisschoppen van Luik de macht over Mechelen. In de praktijk werd Mechelen vanaf de vroege 13e eeuw geregeerd door de familie Berthout. Zij claimden de titel van voogd of heer van Mechelen en kwamen meermaals in conflict met de Luikse prins-bisschoppen. Zo belegerde prins-bisschop Hendrik III van Gelre met zijn bondgenoten de stad in 1268, maar hij moest zijn beleg na enkele dagen opbreken nadat Wouter VI Berthout steun had gevonden bij de hertog van Brabant. In 1300 stond prins-bisschop Hugo van Châlons de heerlijkheid tijdelijk af aan hertog Jan II van Brabant om de macht van de Berthouts te breken, maar het jaar erop sloot hertog Jan II een overeenkomst van Jan Berthout waarin stond dat beiden gelijke heerlijke rechten hadden. Zij erkenden wel de prins-bisschop van Luik als hun leenheer voor dit gebied. In 1316 zag Floris Berthout af van zijn voogdijrecht over Mechelen.

### Vlaanderen versus Brabant
In 1333 verkocht de Luikse prins-bisschop Adolf van der Mark Mechelen aan het graafschap Vlaanderen voor 100.000 tournois pond, na onderhandelingen met de Vlaamse kanselier Willem van Auxonne; Mechelen bleef echter een Luiks leen. Dit bleef zo tot 1356 toen prins-bisschop Engelbert III van der Mark de volle eigendom afstond aan de graaf van Vlaanderen.
Ook die Vlaamse heerschappij was echter niet volledig en definitief, Brabant bleef het opeisen. In 1337 werd hertog Jan III samen met de Vlaamse graaf Lodewijk I van Nevers medeheer van de heerlijkheid Mechelen. Door de Verdragen van Saint-Quentin (1347) kwam Mechelen volledig toe aan zijn oudste zoon Hendrik van Brabant (†1349) en werd zijn dochter Margaretha van Brabant uitgehuwelijkt aan Lodewijk van Male, zoon van Lodewijk van Nevers. Na de Brabantse Successieoorlog kwam Mechelen bij de Vrede van Aat (4 juni 1357) volledig in bezit van Lodewijk van Male. Diens dochter Margaretha van Male trouwde in 1369 met Filips de Stoute, hertog van Bourgondië, zodat Mechelen bij Lodewijks dood in 1384 onderdeel werd van de Bourgondische Nederlanden.

### Bourgondië en Habsburg
Mechelen is later daarom beschouwd als een van de XVII Provinciën en nog later als een provincie van de Zuidelijke Nederlanden. Het was een zelfstandige staat in een personele unie met vele andere. De Bourgondische hertogen en later de Habsburgse (Spaanse en Oostenrijkse) keizers, waren naast keizer ook heer van Mechelen, zoals ze elders ook graaf of hertog waren. Zij vestigden de opperste rechtbank voor de XVII Provinciën in deze kleine provincie, eerst onder de naam van Parlement van Mechelen, later als Grote Raad van Mechelen, na protest van de Franse koning, die zijn gezag en dat van het Parlement van Parijs ondermijnd zag. De landvoogdes Margaretha van Oostenrijk resideerde in Mechelen, dat daardoor toch het statuut van hoofdstad van de Nederlanden begon te krijgen.
In 1790 was Mechelen een van de stichtende leden van de Verenigde Nederlandse Staten. Het staatje werd definitief opgedoekt toen het in 1795 door Frankrijk geannexeerd werd en opgenomen in het departement Twee Neten.

## Geografie

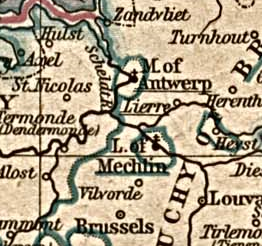
Mechelen met de enclave van Heist in de jaren 1559–1608

De heerlijkheid bestond uit de stad Mechelen en het district. Samen met het ressort (in een aparte enclave) vormde de heerlijkheid Mechelen het Land van Mechelen.
- Stad: de omwalde stad Mechelen
- District: de dorpen Hever, Muizen (inclusief het huidige Hofstade en de Werfheide), Leest, Heffen en Neerhombeek (het oosten van Hombeek), en de gehuchten Nekkerspoel, Nieuwland, Pennepoel, Battel, Geerdegem en andere.
- Ressort: Heist-op-den-Berg met afhankelijkheden, onder meer Gestel.

Er werd honderden jaren lang tol geheven aan de grens van de heerlijkheid. Er stonden bijvoorbeeld tolbarelen tussen Geerdegem (Mechelen) en Zemst (Brabant) en tussen Hever (Mechelen) en Boortmeerbeek (Brabant). Een historische grenspaal tussen Rijmenam (toen behorend tot de heerlijkheid Mechelen) en Keerbergen (toen behorend tot het hertogdom Brabant) bestaat nog en is gerestaureerd.
FG FD) Geheel of deels verloren aan Frankrijk 1659–1713; RG RD) Geheel of deels verloren aan de Republiek 1581–1715; V) Door vererving bij een andere kreits